# Ernie Kovacs
Ernest Edward Kovacs (23 de janeiro de 1919 - 13 de janeiro de 1962) foi um comediante, ator e escritor húngaro-americano.
O estilo cômico visualmente experimental e muitas vezes espontâneo de Kovacs influenciou vários programas de comédia da televisão anos após sua morte. Kovacs foi creditado como uma influência por muitos indivíduos e programas, incluindo Johnny Carson, Rowan e Martin's Laugh-In, Saturday Night Live, Monty Python's Flying Circus, Jim Henson, Max Headroom, Chevy Chase, Conan O'Brien, Jimmy Kimmel, Captain Kangaroo, Sesame Street, The Electric Company, Pee-wee's Playhouse, The Muppet Show, Dave Garroway, Andy Kaufman, You Can't Do That on Television, MST3K , Tio Floyd, entre outros. Chase até agradeceu a Kovacs durante seu discurso de aceitação do prêmio Emmy por Saturday Night Live.
Enquanto Kovacs e sua esposa Edie Adams receberam indicações ao Emmy de melhores atuações em uma série de comédia em 1957, seu talento não foi reconhecido formalmente até depois de sua morte. O Emmy de 1962 para Melhor Trabalho de Câmera Eletrônica e o prêmio do Directors' Guild veio pouco tempo depois de seu acidente fatal. Um quarto de século depois, ele foi introduzido no Hall da Fama da Academy of Television Arts & Sciences. Kovacs também tem uma estrela na Calçada da Fama de Hollywood por seu trabalho na televisão. Em 1986, o Museum of Broadcasting (que mais tarde se tornaria o Museum of Television & Radio e agora o Paley Center for Media) apresentou uma exposição do trabalho de Kovacs, chamada The Vision of Ernie Kovacs. O crítico de televisão vencedor do Prêmio Pulitzer, William Henry III, escreveu para o livreto do museu: "Kovacs era mais do que outro palhaço de olhos arregalados e insinuante. Ele foi o primeiro videoartista significativo da televisão."